# Die fünf Sinne (Rembrandt)
Die fünf Sinne ist ein fünfteiliger Zyklus von Ölgemälden des niederländischen Malers Rembrandt van Rijn. Die Bilder entstanden 1624 oder 1625 und sind die frühesten bekannten Werke des gerade 18 oder 19 Jahre alten Rembrandt. Er befand sich zu diesem Zeitpunkt für ein halbes Jahr in der Ausbildung bei Pieter Lastman oder hatte sie gerade beendet.
Vier der Gemälde wurden im 20. und 21. Jahrhundert wiederentdeckt, davon befinden sich drei in der Leiden Collection in New York City und eines im Museum De Lakenhal in Leiden. Das fünfte Bild ist verschollen, und obwohl über sein Aussehen fast nichts bekannt ist, steht seine frühere Existenz als Teil des Zyklus außer Zweifel. Bildserien der fünf Sinne entstanden ab dem 16. Jahrhundert insbesondere im Bereich der Grafik.
Die Tafelmalereien sind als Hochformate auf Eichenholz ausgeführt und hatten ursprünglich Maße von etwa 21,5 × 17,7 Zentimeter. In späterer Zeit wurden ringsum Teile angefügt, so dass die Formate etwa 32 × 25 Zentimeter erreichten. Die neuen Ränder und angrenzende Teile der Originale wurden so übermalt, dass die Darstellung passend auf das größere Format erweitert wurde. Bei Restaurierungen wurden die Ergänzungen dreier Bilder entfernt. Die entfernten Teile von einem dieser Bilder sind noch erhalten und eingelagert. Das vierte Gemälde wurde lediglich mit einem Rahmen versehen, der die Ergänzungen verdeckt.
Die Originalität der Gemälde wurde über Jahrzehnte immer wieder angezweifelt. Das Rembrandt Research Project nahm die seinerzeit bekannten Bilder 1982 als die drei ersten Gemälde in die Gruppe B ihres Werkverzeichnisses auf, da die Urheberschaft Rembrandts weder bewiesen noch widerlegt werden konnte. Spätere dendrochronologische Untersuchungen konnten nachweisen, dass die Holztafeln aus dem frühen 17. Jahrhundert stammten. Noch vor der Entdeckung des vierten Gemäldes wurden die Bilder Rembrandt zugeschrieben. Die Signatur Rembrandts auf dem 2015 gefundenen vierten Gemälde ist die früheste bekannte Signatur Rembrandts und sie beseitigte alle Zweifel an der Authentizität des ganzen Zyklus.

## Bildbeschreibungen

### Die drei Sänger (Hören)
Das Gemälde zeigt drei Personen, ein Paar mittleren Alters und einen Jüngling, beim gemeinsamen Gesang. Im Vordergrund rechts sitzt an einem Holztisch ein Mann mit schütterem Haar und ohne Kopfbedeckung. Er trägt einen blaugrauen Stoffmantel, dessen Ränder mit Pelz besetzt sind, ein helles Halstuch und auf der Nase eine kleine Lesebrille. Nur die obere Körperhälfte ist sichtbar. Auf dem Tisch liegt ein aufgeschlagenes großes Buch, dessen rechte Seite flach auf dem Tisch und die linke Seite auf dem Arm des Mannes ruht, um dessen Begleitern das Lesen zu erleichtern. Die rechte Hand des Mannes ist leicht angehoben, als wolle er einen Takt vorgeben oder mit einer Geste auf etwas aufmerksam machen. Zu seiner Rechten, in die mittlere Bildebene gerückt, sitzt vornübergebeugt eine Frau im etwa gleichen Alter. Sie ist mit einem weißen Wollkleid und mit einem bunten Turban bekleidet. Ihre beiden Hände sind rechts neben dem Buch übereinander gelegt, die Proportionen sind unnatürlich verzerrt, so dass die Hände fast einer außerhalb des Bildes stehenden Person zuzuordnen sind. Hinter dem Paar befindet sich ein dunkel gekleideter Jüngling mit schwarzem Barett, der bis auf sein Gesicht und einen Teil seiner linken Brustseite verdeckt ist und über die Frau hinweg in das Buch schaut. Er wurde als Jan Lievens identifiziert, mit dem Rembrandt wiederholt zusammenarbeitete.
Die Holztafel hat das Format 21,6 × 17,8 cm und ist mit Ölfarbe auf baltischem Eichenholz mit senkrechter Maserung gemalt, das dendrochronologisch auf das frühe 17. Jahrhundert datiert werden konnte. Das Holz stammt von demselben Baum wie das für Die Kopfoperation (Fühlen). Zum Zeitpunkt der Entdeckung des Bildes waren ringsum Teile angestückelt, die einen Rahmen bildeten und das Gesamtmaß auf 31,6 × 25,0 cm brachten. Dabei wurden oben 8,6 cm, unten 1,4 cm und an den Seiten jeweils 3,6 cm angefügt. Die dadurch entstandene vergrößerte Unterlage wurde rückseitig lackiert und das Gemälde auf die angefügten Teile erweitert. So erhielt der Jüngling einen nach außerhalb des Bildes weisenden rechten Arm, links unten befindet sich ein Leuchter mit einer brennenden Kerze und links oben ein Vorhang. Im Hintergrund wurden eine Fensteröffnung, ein hölzernes Bücherregal, eine Laute und eine große Blockflöte an der Wand zugefügt sowie rechts hinter dem Mann eine Stuhllehne. Die Ergänzungen erstreckten sich als Übermalungen auch auf das ursprüngliche Gemälde, da der Maler seine Arbeit überzeugend mit dem Original verbinden wollte. 1988 wurde das Gemälde weitgehend in seinen ursprünglichen Zustand zurückversetzt, die entfernten Ergänzungen befinden sich noch in der Leiden Collection.

### Der ohnmächtige Patient (Riechen)
Das Gemälde zeigt drei Personen, im Vordergrund einen in einen bunt gestreiften Hausmantel gehüllten Jüngling, der offenbar ohnmächtig geworden nach hinten geneigt auf einem Stuhl sitzt. Sein rechter Arm ist entblößt und ruht in der mit einem weißen Tuch bedeckten Hand eines Barbiers oder Baders, der offenbar einen Aderlass durchführen wollte. Der Barbier ist mit einem graublau und lila quergestreiften Wams bekleidet. Er trägt eine lilafarbene Kopfbedeckung mit weißem Unterrand, um seinen Hals hängen zwei goldene Ketten. Zwischen den beiden Akteuren steht im Hintergrund eine in einen dunklen pelzbesetzten Kapuzenmantel gekleidete alte Frau. Sie wirkt äußerst besorgt und hält dem bewusstlosen Jüngling ein weißes Tuch unter die Nase, das offenbar mit einer stark riechenden Lösung getränkt ist und den Patienten aus seiner Ohnmacht holen soll. Im Hintergrund befinden sich links ein Holzregal mit zahlreichen Gerätschaften eines Barbiers und rechts ein Schrank mit halb offener Tür. An dessen Seite ist das leicht gewellte Porträt eines Mannes mit Pelzmütze angebracht. Dieses Porträt trägt an seiner oberen linken Ecke die erst im Zuge der Restaurierung sichtbar gewordene Signatur RHF (für Rembrandt Harmenszoon Fecit, deutsch: Rembrandt, Sohn des Harmen, hat es gemacht).
Die Holztafel hat das Format 20,6 × 17,8 cm und ist mit Ölfarbe auf baltischem Eichenholz mit senkrechter Maserung gemalt, das auf das frühe 17. Jahrhundert datiert werden konnte. Das Holz stammt von demselben Baum wie das der Kopfoperation (Fühlen). Zum Zeitpunkt der Entdeckung des Bildes waren ringsum Teile angestückelt, die einen Rahmen bildeten und das Gesamtmaß auf 31,75 × 25,4 cm brachten. Dabei wurden oben 9,5 cm, unten 1,6 cm und an den Seiten jeweils 3,8 cm angefügt. Die neue Unterlage war auf der Rückseite lackiert und das Gemälde auf die angefügten Teile erweitert worden. Wie bei den anderen drei bekannten Bildern des Zyklus sind beim ohnmächtigen Patienten eigenständige Motive zugefügt worden, und die Figuren des Barbiers und des Jünglings sind links und rechts nicht mehr abgeschnitten. Links neben dem Barbier befindet sich nun eine Büste auf einem Tisch. Das offene Regal mit den Barbier-Utensilien wurde deutlich nach oben vergrößert und oben hängt in der Mitte des Hintergrunds ein Reptil an der Wand, wahrscheinlich ein Krokodil. Der Schrank rechts im Bild wurde so vergrößert, dass er nun in ganzer Höhe sichtbar ist. Der Stuhl, auf dem der Patient sitzt, hat eine Rückenlehne erhalten. Die Farbe der Ergänzungen ist stärker nachgedunkelt als die des ursprünglichen Bildes und bei der Entdeckung des Bildes waren auf ihnen die umfangreichsten Beschädigungen der Farbschicht.
Insgesamt war das Gemälde mit einer dicken Schmutzschicht und stark gedunkelter Firnis bedeckt, und an zahlreichen Stellen war es zu Abblätterungen und Verlusten der Farbe gekommen. 2016 wurde das Gemälde restauriert. Dabei wurden die im 18. Jahrhundert angefügten Teile nicht entfernt. Für die Ausstellung wurden sie mit einem Rahmen abgedeckt, der sich bei Bedarf aufklappen lässt und dann den Blick auf die Ergänzungen freigibt.

### Schmecken
In der Fachwelt besteht kein Zweifel daran, dass der Zyklus von Rembrandt mit den Darstellungen aller fünf Sinne gemalt wurde und dass alle Gemälde das gleiche Format haben, drei Hauptpersonen darstellen und in der Farbgebung einander ähneln. Die Darstellung des Schmeckens ist verschollen. Die überraschende Entdeckung des vierten Gemäldes aus dem Zyklus in US-amerikanischem Privatbesitz nährt die Hoffnung, dass auch das Motiv des Schmeckens die Jahrhunderte überdauert hat und irgendwann wiedergefunden wird.

### Der Brillenverkäufer (Sehen)
Der junge Rembrandt löst sich von der Bildtradition allegorischer Personifikationen durch weibliche Personen in klassischer Kleidung und schildert Alltagsszenen. Er zeigt entsprechend der anderen Bilder der Serie drei im Vordergrund agierende Personen. Die Darstellung wird von der rechts stehenden und nach links zu seinem Kunden gewandten Halbfigur eines Brillenverkäufers dominiert, der mit seiner orientalischen Kleidung fast schon satirische Elemente aufweist. Er ist in ein an den oberen Ärmeln geschlitztes und gelb unterlegtes pinkfarbenes Wams gekleidet und trägt ein turbanähnlich um den Kopf gewickeltes mehrfarbig gestreiftes Tuch und einen auffälligen Geldbeutel an der Seite. An breiten Gurten trägt er einen voluminösen Bauchladen, in dem sich zahlreiche Lorgnons, Lorgnetten oder Brillen mit rot, gelb und weiß gestreiften Bändern befinden. Die linke Hand hält er hinter dem Rücken, mit der rechten reicht er seinem Gegenüber, einem alten Mann mit Knollennase, grauem Bart und Pelzmütze, einen Zwicker, eine bügellose Brille. Der Kunde ergreift sie mit seiner Rechten und deutet mit seiner linken Hand auf seine Nase. Zwischen diesen beiden Männern steht, leicht in den Hintergrund gerückt, eine alte Frau. Von ihr sind außer dem schwarzen Kopftuch nur das Gesicht mit einem schlecht sitzenden Zwicker und zusammengekniffenen Augen und die wie zum Tasten in Richtung des Brillenverkäufers erhobene Hand zu sehen, der das Sehen verkörpert. Die Szene vermittelt den Eindruck, als solle die Wirkungslosigkeit der angebotenen Brillen verdeutlicht werden (oder als frage sich der Mann, ob der Zwicker überhaupt auf seine Knollennase passe). Im Hintergrund sind schemenhaft zwei weitere Männer dargestellt, die aber zum Motiv des Vordergrunds keinen Bezug zu haben scheinen.
Die Holztafel hat das Format  21,0 × 17,8 cm und ist mit Ölfarbe auf baltischem Eichenholz mit senkrechter Maserung aus dem frühen 17. Jahrhundert gemalt. Eine Röntgenuntersuchung des Gemäldes erbrachte den Befund, dass die Unterlage zunächst den weiblichen Akt eines unbekannten Malers trug, der von Rembrandt übermalt wurde. Ringsum wurden im 18. Jahrhundert Teile angestückelt, die das Bild auf 32,8 × 25,3 cm vergrößerten. Dabei wurden oben 10,3 cm, unten 1,5 cm und an den Seiten jeweils 3,8 cm angefügt. Die vergrößerte Unterlage wurde rückseitig lackiert und das Gemälde auf die angefügten Teile erweitert. Die in Rembrandts Original links nur zu zwei Dritteln sichtbare Halbfigur des Kunden wurde mit der Ergänzung in ganzer Breite dargestellt, einschließlich des angewinkelten rechten Arms. Über ihm, links oben, ist ein nach links zusammengeraffter und schräg herabhängender dunkler Vorhang dargestellt. Hinter dem Brillenverkäufer, am rechten Bildrand, wurde ein Tisch mit einem ovalen gerahmten Spiegel zugefügt. Für eine der schemenhaften Figuren im Hintergrund wird erkennbar, dass sie durch eine Tür rechts im Bild den Raum verlässt. Auch hier verliefen die Ergänzungen als Übermalungen bis in das ursprüngliche Gemälde. Im oberen Bereich der Ergänzungen waren große Bereiche des Farbauftrags einschließlich der Grundierung abgefallen, so dass der Untergrund frei lag. Im Zuge einer Restaurierung im Jahr 1992 wurden die Ergänzungen und Übermalungen des 18. Jahrhunderts wieder entfernt.

### Die Kopfoperation (Fühlen)
Im Bild wird die Halbfigur eines älteren Mannes mit Glatze und ausgeprägtem Backenbart dargestellt, der leicht nach hinten geneigt auf einem Stuhl sitzt. Er trägt dunkle Kleidung und keine Kopfbedeckung, um seinen Oberkörper ist ein weißes Tuch gelegt. Sein Gesicht ist schmerzverzerrt und er hält die krampfhaft geballten Hände vor der Brust. Hinter ihm steht ein Barbier, der in einen pinkfarbenen Tappert mit blauen Streifen gekleidet ist und einen violetten Turban trägt. Er führt oberhalb des linken Ohrs des Patienten einen Schnitt mit einem Skalpell aus. Rechts im Bild steht der Assistent des Barbiers, der ebenfalls einen pinkfarbenen Tappert trägt. Als Kopfbedeckung trägt er einen mehrfarbig gestreiften Turban, dessen loses Ende über seine linke Schulter herabhängt. Der Helfer blickt gespannt auf den Operationsbereich und leuchtet ihn mit einem Kerzenhalter aus. Vor seinem Arm mit dem Leuchter befindet sich ein köcherartiger Behälter mit verschiedenen Operationsbestecken.
Das Gemälde im Format 21,5 × 17,7 cm ist mit Ölfarbe auf baltischem Eichenholz mit senkrechter Maserung gemalt, das dendrochronologisch auf das frühe 17. Jahrhundert datiert werden konnte. Zum Zeitpunkt der Entdeckung des Bildes waren ringsum Teile angestückelt, so dass ein Gesamtmaß von 31,7 × 25,3 cm erreicht wurde. Dabei waren oben 8,6 cm, unten 1,6 cm und an den Seiten jeweils 3,8 cm angefügt. Wie bei den anderen Gemälden des Zyklus wurden bei der Erweiterung des Bildes neue Elemente zugefügt, ein Topf auf einem Ofen am linken Bildrand, dahinter ein Schrankregal mit Flaschen und anderen Gegenständen, im Hintergrund eine Nische und ein Holzregal mit einem Krug, Töpfen und weiteren Flaschen. Die Figur des Assistenten wurde am rechten Bildrand vervollständigt und dem Patienten wurde der linke Unterschenkel verlängert. Im Unterschied zu Die drei Sänger (Hören) wurden die Ausleuchtung und die Schattenwürfe nicht grundlegend verändert, sondern nur leicht verstärkt, da sich die Lichtquelle bereits im Original Rembrandts befand. 1988 wurde das Gemälde weitgehend in seinen ursprünglichen Zustand zurückversetzt, die dabei entfernten Ergänzungen sind verloren gegangen.

## Deutung

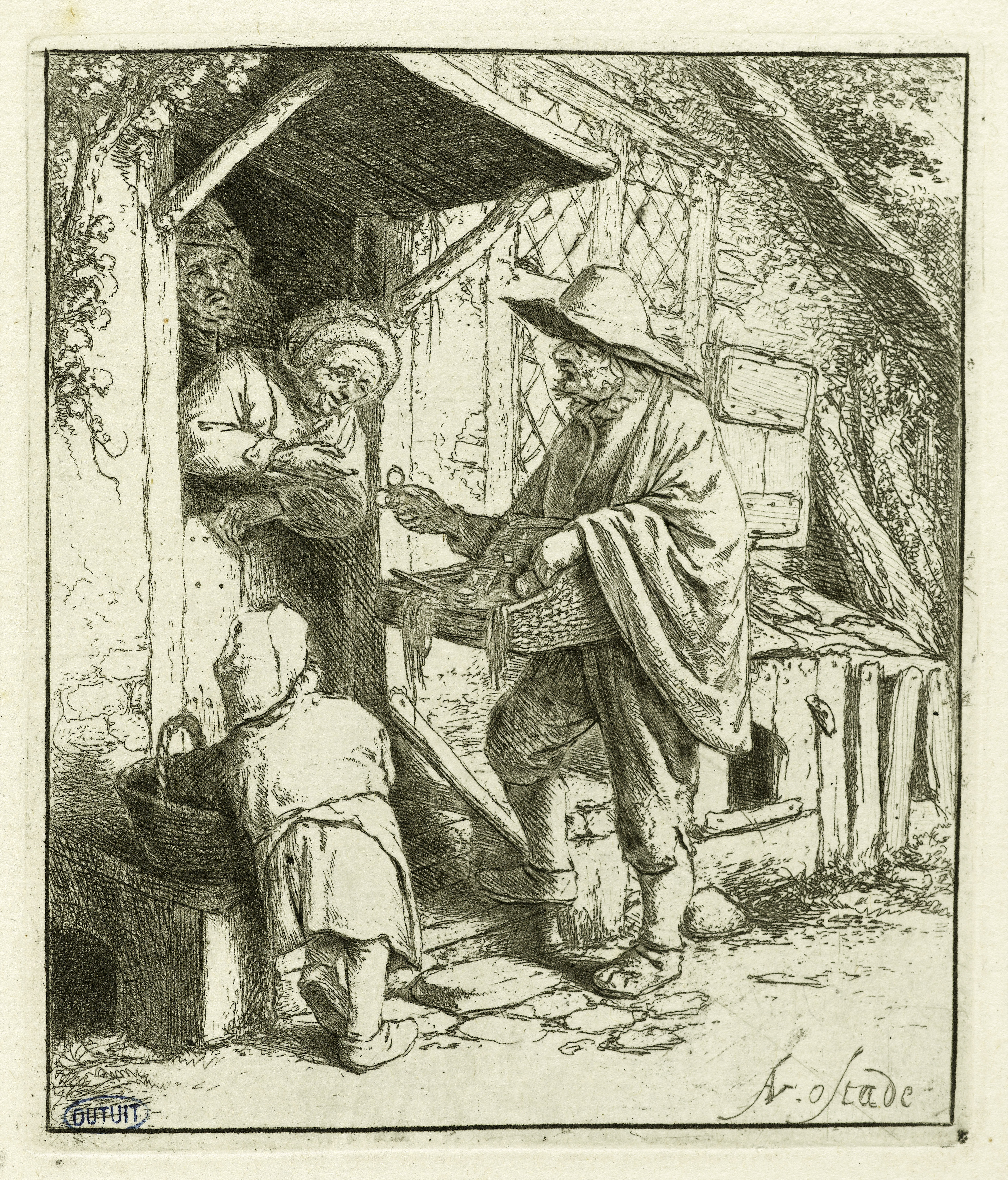
Der Brillenverkäufer, Adriaen van Ostade, Radierung, um 1646

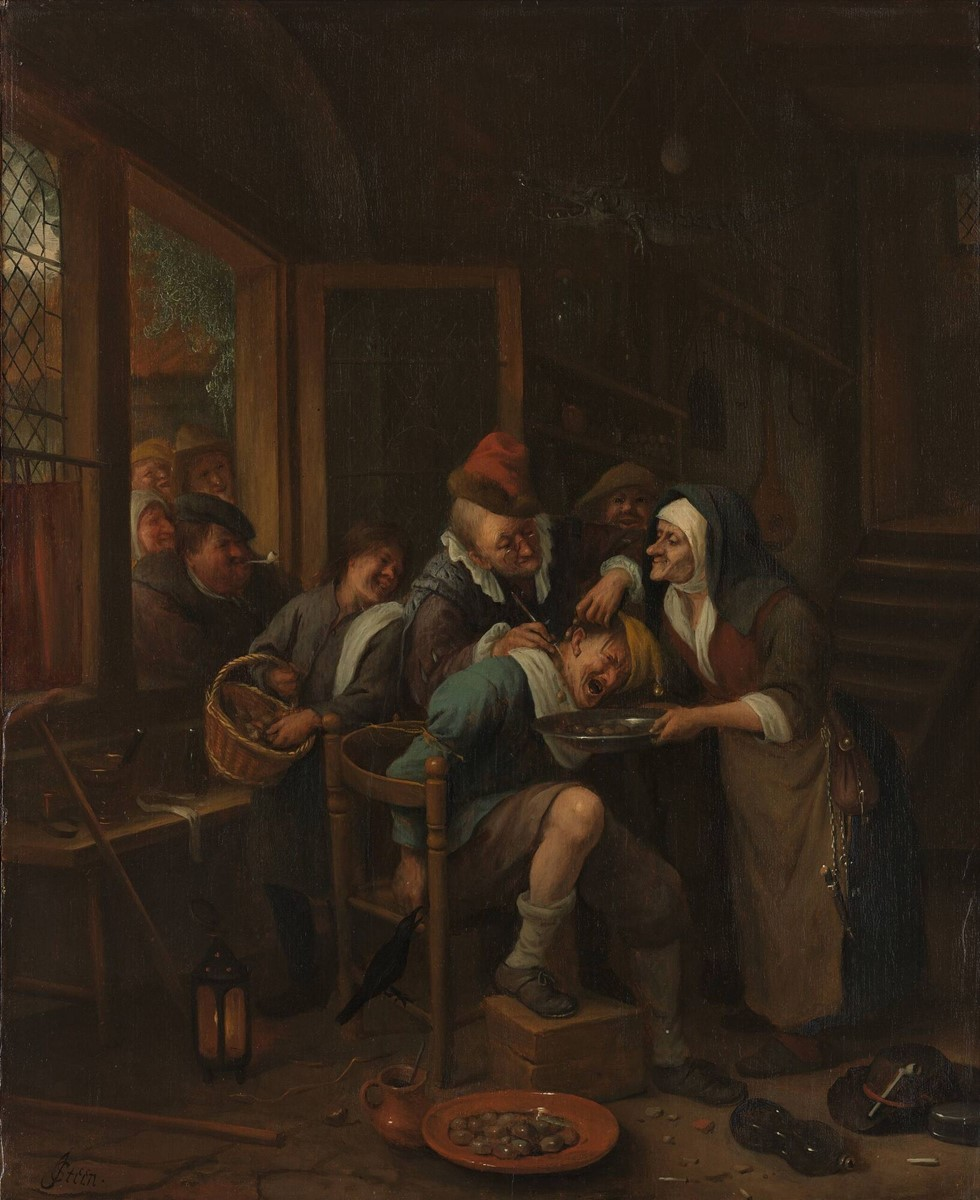
Entfernung des Wahnsinnssteins, Jan Steen, 1655–1675, Museum Boijmans Van Beuningen, Rotterdam

Die Gemälde stellen jeweils einen der klassischen fünf Sinne des Menschen dar. Allegorien der fünf Sinne waren in der niederländischen Malerei des frühen 17. Jahrhunderts beliebte Motive. Zu den bedeutendsten Darstellungen gehört ein 1617 bis 1618 von Jan Brueghel dem Älteren und seinem Freund Peter Paul Rubens gemalter fünfteiliger Zyklus, bei dem Brueghel für die Szenerie und Rubens für die Figuren verantwortlich war. Der komplett erhaltene Zyklus befindet sich im Museo del Prado in Madrid.
Im Vergleich zu Brueghel und Rubens findet Rembrandt eine eigene Form für die Darstellung der Allegorien, mit jeweils drei auf engstem Raum agierenden Figuren, deren Umgebungen fast bedeutungslos und kaum sichtbar sind. Die einzelnen Darstellungen haben aber zusätzlich tiefer liegende Bedeutungen, die dem zeitgenössischen Betrachter offensichtlich waren, aber heute nicht mehr verstanden werden.

Die fünf Sinne von Jan Brueghel dem Älteren und Peter Paul Rubens
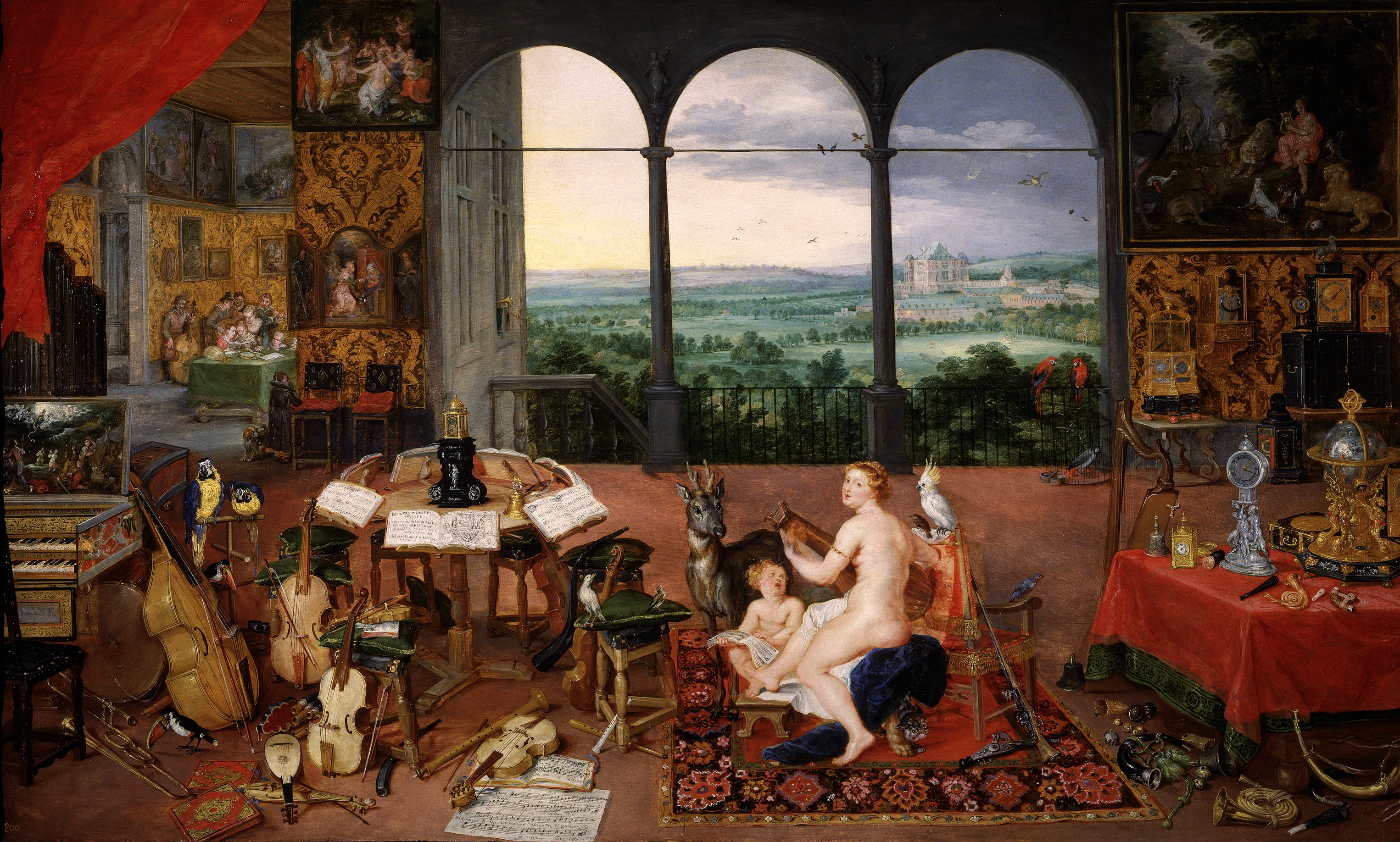
Hören, 1617–1618
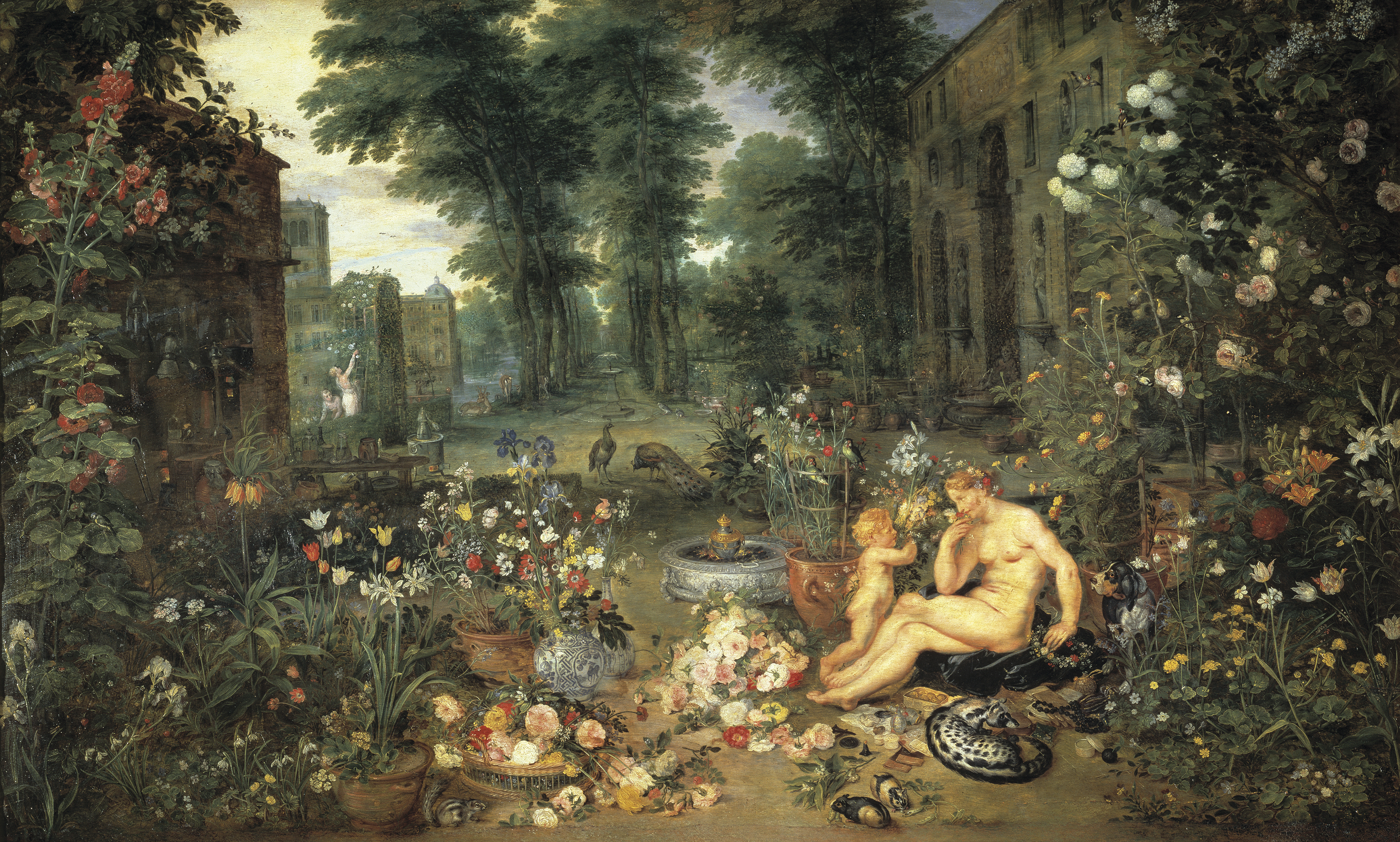
Riechen, 1617–1618
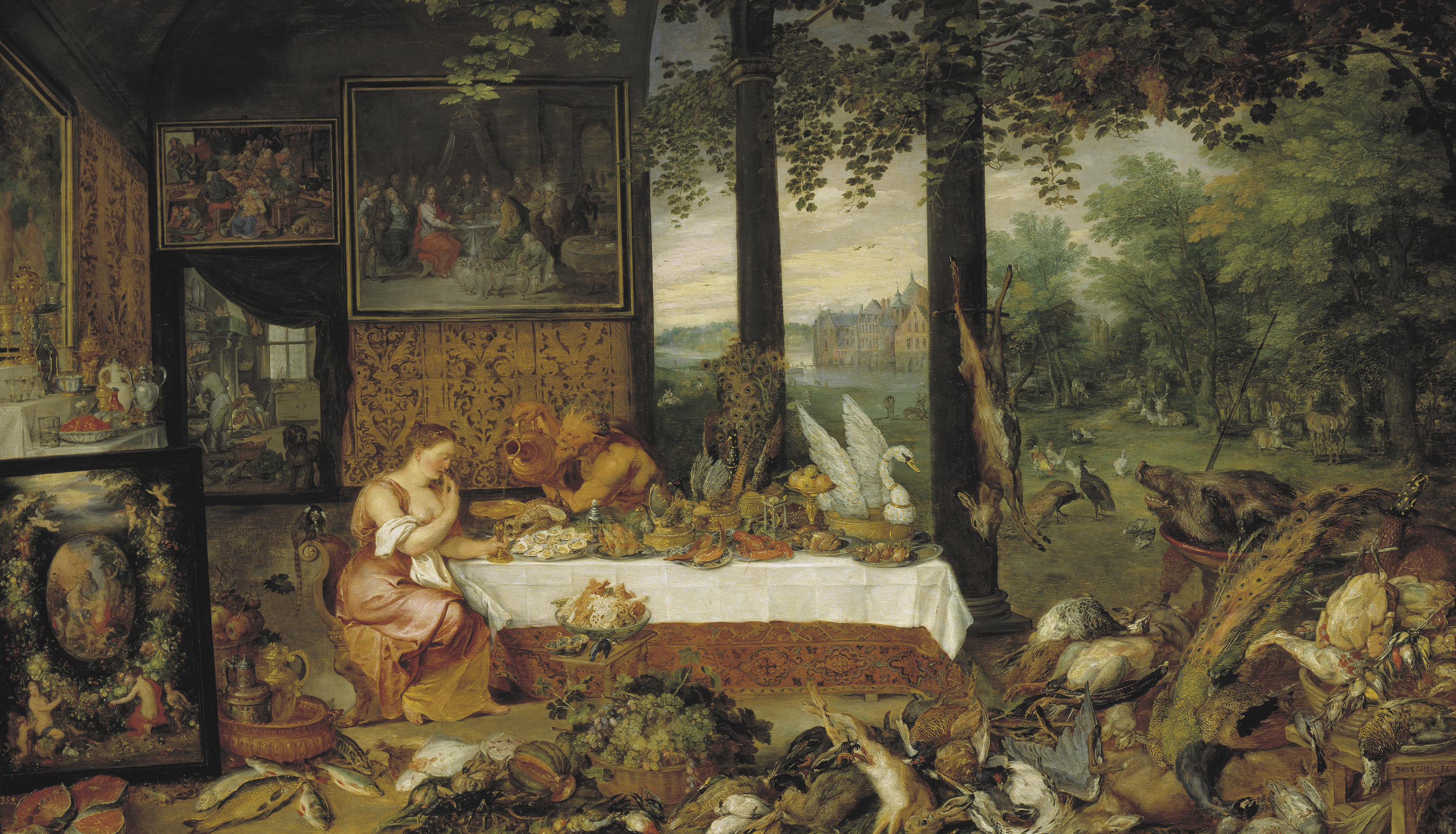
Schmecken, 1618
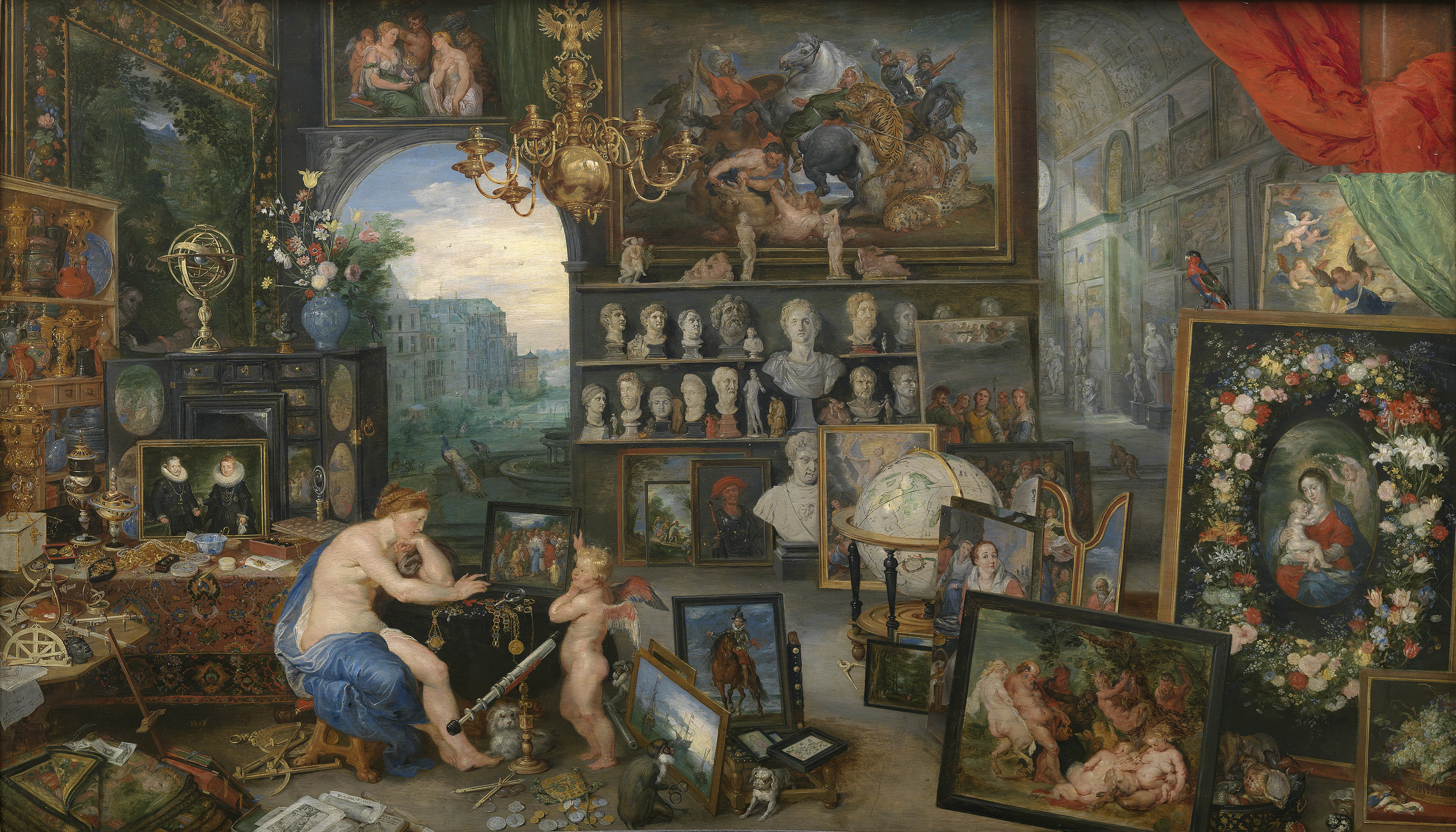
Sehen, 1617
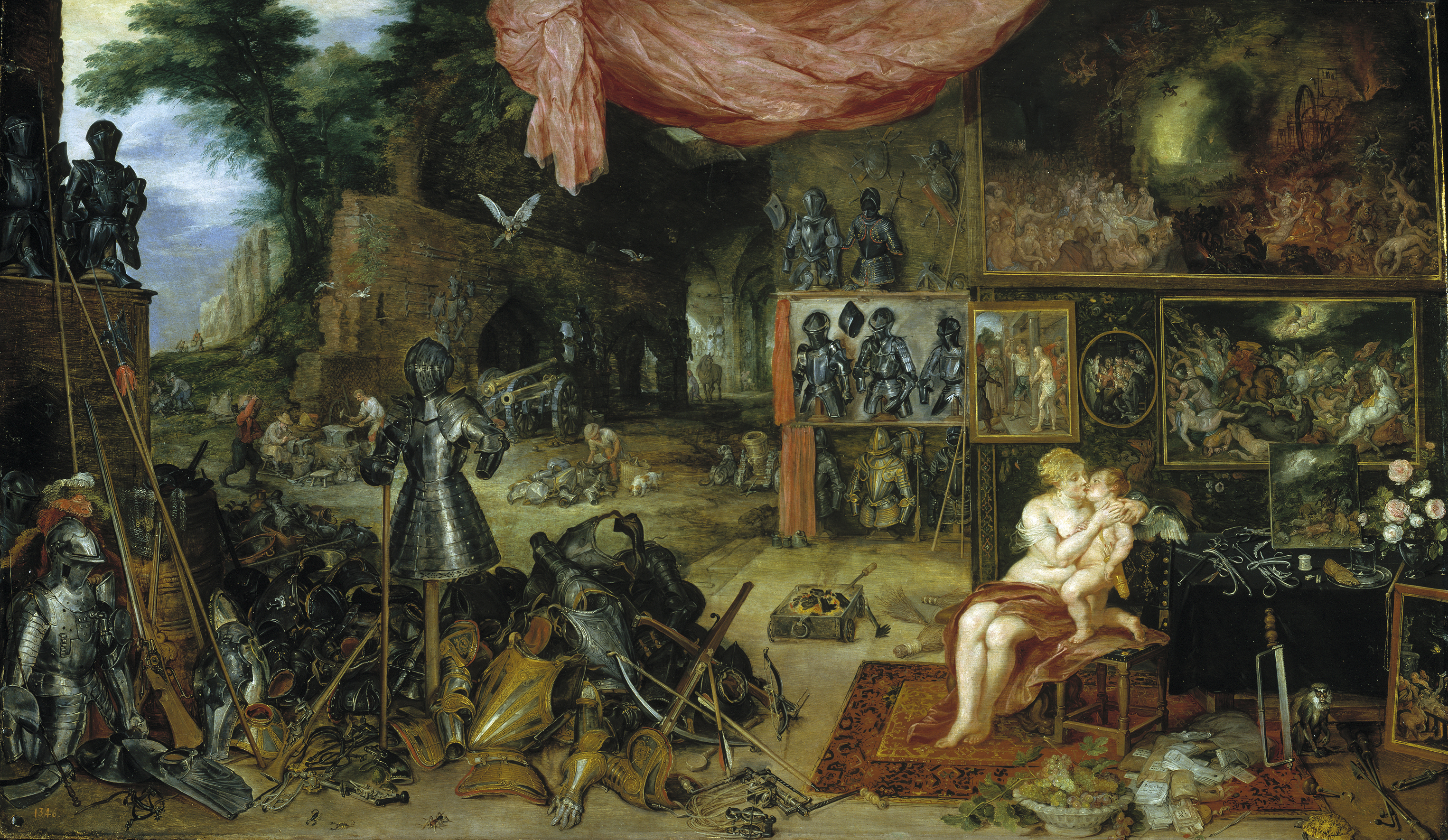
Fühlen, 1618

### Die drei Sänger (Hören)
Rembrandt spottet in seiner Darstellung des singenden Trios unterschiedlichen Alters über eben diesen Altersunterschied. Zeitgenössische Sprichwörter heben auf die Diskrepanz zwischen lieblicher Musik und den von der Kehle einer singenden alten Frau hervorgebrachten Misstönen ab.

### Der ohnmächtige Patient (Riechen)
Es war im 17. Jahrhundert nicht ungewöhnlich, dass Barbiere über eine Auswahl stark riechender Substanzen verfügten, die zum Aufwecken ohnmächtig gewordener Patienten dienten. Diese Riechsalze oder Lösungen basierten meist auf Ammoniumcarbonat und fanden vom 17. bis ins frühe 20. Jahrhundert häufig Verwendung. Rembrandts Darstellung des ohnmächtigen Patienten wurde in der Literatur als eine Ohnmacht nach einem Aderlass interpretiert, die häufig auftrat und als Zeichen des Behandlungserfolgs galt. Das Fehlen einer Wunde und eines Wundverbands, die Abwesenheit von Blutspuren auf dem weißen Tuch und anderer Hinweise auf eine bereits durchgeführte Behandlung deuten darauf hin, dass der Patient schon vor Beginn der Behandlung ohnmächtig geworden ist. Rembrandt verspottet hier sowohl den Beruf des Barbiers und Quacksalbers als auch den Jüngling, der aus Furcht vor der anstehenden Behandlung in Ohnmacht gefallen ist.

### Der Brillenverkäufer (Sehen)
Die niederländische Redewendung jemandem eine Brille auf seine Nase setzen („Ymamd een bril op den neus zetten“) hatte im 17. Jahrhundert die Bedeutung, jemandem übel mitzuspielen oder ihn zu quälen, im Sinne der auch scherzhaften Täuschung, aber auch im Sinne des Betrugs. Noch stärker negativ konnotiert war die Wendung jemandem Brillen verkaufen („Ymand brillen verkopen“), die schlichtweg jemanden betrügen bedeutete. Sie gaben die verbreitete Ansicht wieder, die meist hausierenden Brillenverkäufer seien Betrüger. Der Brillenverkäufer war ein Bestandteil des Alltagslebens, so dass er vielfach zum Motiv zeitgenössischer Drucke gemacht wurde.

### Die Kopfoperation (Fühlen)
Im niederländischen Volksmund des 17. Jahrhunderts wird mit „en kei in het hoofd“ (wörtlich: ein Kieselstein im Kopf) der Zustand der Geisteskrankheit bezeichnet. Eine Vielzahl von Darstellungen in der bildenden Kunst thematisiert den umherziehenden Quacksalber, der scheinbar eine Kopfoperation durchführt und anschließend Patienten und Publikum einen vorgeblich entfernten Wahnsinnsstein präsentiert. Eine Bearbeitung des Themas durch den niederländischen Maler Jan Steen zeigt deutlich den Betrug: Ein Junge bringt der Helferin des Quacksalbers, die dem Publikum nach der Operation die angeblich entfernten Steine zeigt, einen Korb mit neuen Kieselsteinen. Daneben kann der Eingriff und seine Bezeichnung Steinschneiden aber auch einen medizinischen Hintergrund haben. Furunkel werden im Niederländischen „Steenpuist“ genannt, und ihre Öffnung zur Druckentlastung ist eine sinnvolle Therapie.

## Hintergrund

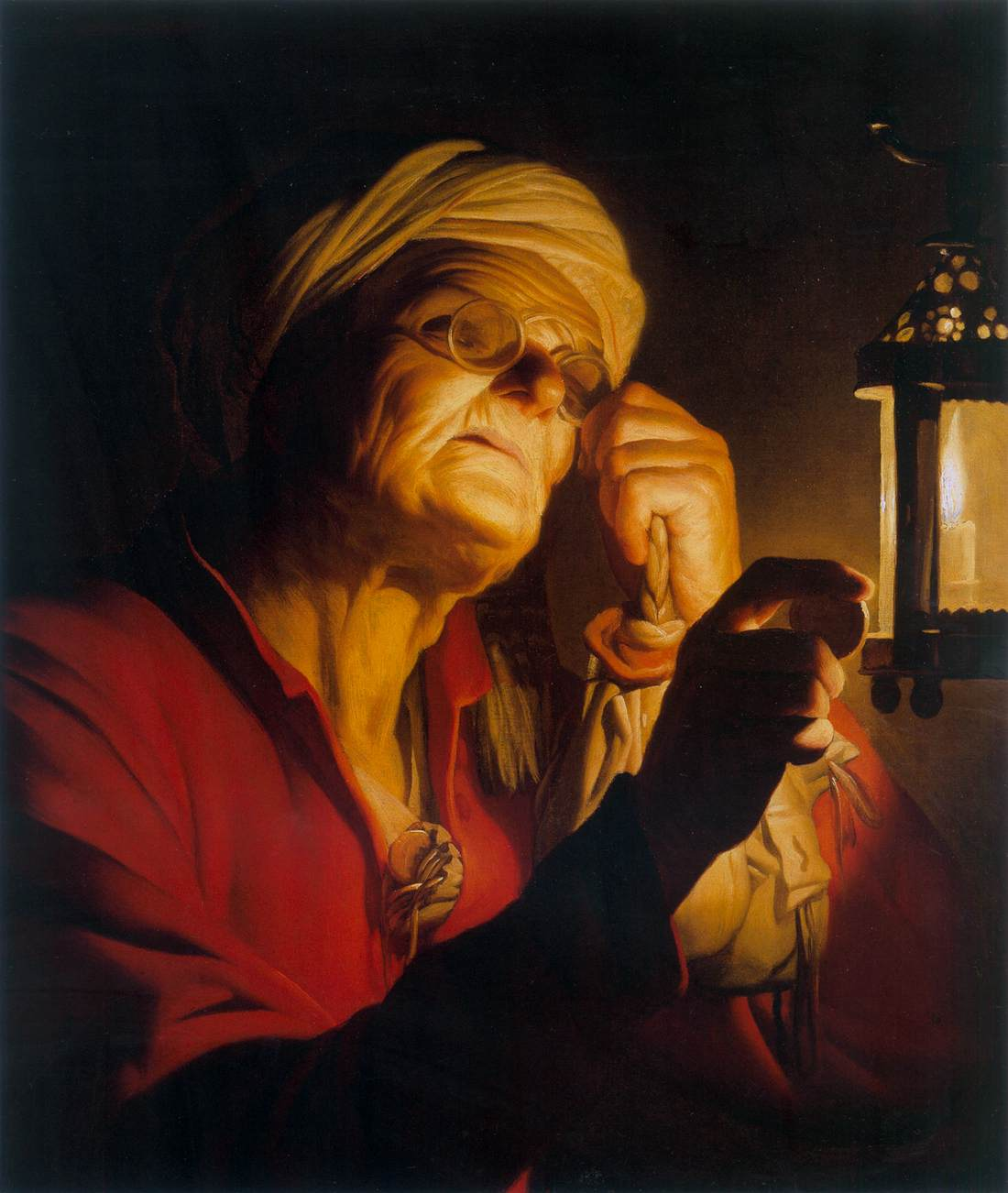
Alte Frau, eine Münze im Licht einer Laterne betrachtend (Sehen oder Habgier), Gerrit van Honthorst, 1623, The Kremer Collection

Nach seiner achtjährigen Schulausbildung in Leiden begann Rembrandt ein Studium an der philosophischen Fakultät der Universität Leiden, das er aber nach kurzer Zeit abbrach. Noch 1620 begann er eine dreieinhalb Jahre währende Ausbildung bei dem Leidener Maler Jacob Isaacsz. van Swanenburgh, der selbst in Italien geschult worden war und für seine Darstellungen der Hölle bekannt ist. Thematisch hinterließ er keine Spuren in Rembrandts Werk. Möglicherweise lernte dieser aber von ihm das audruckssteigernde Chiaroscuro, das Spiel mit Licht und Schatten, das seine Arbeit später auszeichnete. 1624 begab Rembrandt sich nach Amsterdam, um bei Pieter Lastman zu lernen. Obwohl diese zweite Lehrzeit nur ein halbes Jahr dauerte, übte Lastman auf Rembrandt einen größeren künstlerischen Einfluss als van Swanenburgh aus.
Ernst van de Wetering spekulierte darüber, dass der Zyklus noch während oder kurz nach Rembrandts Ausbildung bei seinem ersten Lehrer Jacob Isaacsz. van Swanenburgh in Leiden entstanden sei, jedenfalls vor seinem Umzug nach Amsterdam und der Fortsetzung seiner Ausbildung unter Pieter Lastman. Möglicherweise betrieben Rembrandt und Jan Lievens zu dieser Zeit ein gemeinsames Studio. Der ein Jahr ältere Lievens hatte seine Ausbildung bei Pieter Lastman 1620 beendet, vier Jahre bevor Rembrandt seine dort anfing. Im Vergleich mit Rembrandts Christus vertreibt die Geldwechsler aus dem Tempel von 1626 fallen die bei jenem Bild sorgfältiger gearbeiteten Ohren, Stirnfalten und Hände auf. Dasselbe gilt im Vergleich mit den ebenfalls 1626 gemalten Figuren der Musizierenden Gesellschaft im Rijksmuseum Amsterdam. Diese kleinen Mängel in den Details, die insgesamt zwar durchdachte, aber grobe Bildkomposition und der unausgewogene Farbauftrag führen zu dem Schluss, dass es sich um eine sehr frühe Arbeit Rembrandts handelt. Dabei fallen auch Parallelen zu Arbeiten der Utrechter Schule aus der ersten Hälfte der 1620er Jahre auf. Das turbanartig um das Haupt der Frau gewickelte mehrfarbig gestreifte Tuch und die Lichtführung erinnern an einige um 1623 gemalte Frauenporträts von Gerrit van Honthorst. Mit seinem unscheinbar angebrachten Monogramm RHF ist Der ohnmächtige Patient (Riechen) das früheste von Rembrandt signierte Werk.

## Spätere Vergrößerungen
Die vier überlieferten Bilder des Zyklus und die Vertreibung der Geldwechsler aus dem Tempel aus dem Puschkin-Museum wurden im frühen 18. Jahrhundert ergänzt, indem ringsum Holzleisten unterschiedlicher Breite angefügt und die Rückseite der vergrößerten Unterlage lackiert wurden. Die ursprünglichen Gemälde wurden an den Rändern erweitert, dabei wurden sie teilweise übermalt, damit sich aus vorhandener Malerei und den Ergänzungen ein geschlossenes Gesamtbild ergab. Die Tischlerarbeiten und die Malerei wurden an allen fünf Gemälden von denselben Personen durchgeführt, und zumindest das Holz für die Erweiterung der drei heute in der Leiden Collection ausgestellten Gemälde stammte von demselben Baum. Im Zuge von Restaurierungen wurden die Ergänzungen bei drei Gemälden des Sinne-Zyklus wieder entfernt, sie sind teilweise in der Leiden Collection eingelagert. Die Entfernung der Übermalungen war für den niederländischen Restaurator Menno Dooijes eine große Herausforderung, ein Problem bestand in der wesentlich stärkeren Haftung der Übermalungen auf der Originalfarbe gegenüber deren Haftung auf der Grundierung. Das 2015 entdeckte vierte Bild wurde in seinem vergrößerten Zustand belassen, in der Ausstellung werden die Ergänzungen jedoch durch einen Rahmen verdeckt.
Bevor die Dendrochronologie eine Datierung des Holzes von Gemälden ermöglichte, waren einzelne Kunsthistoriker der Ansicht, die Erweiterungen seien von Rembrandt selbst gemalt worden. Dabei wurde die Auffassung vertreten, die vergrößerten Gemälde seien eine von Anfang an geplante Umsetzung einer Komposition Rembrandts. Andere Kunsthistoriker sahen in den Vergrößerungen Änderungen von der Hand Rembrandts, die aber später durchgeführt wurden. Eine dritte, nun widerlegte Einschätzung war, dass die Gemälde insgesamt nicht von Rembrandt stammten. In der Leidener Malerei des 17. Jahrhunderts wurden wiederholt Bilder auf einen Holzuntergrund gemalt, der aus einer kleinen Holzplatte mit einem umgebenden Rahmen bestand. Beispiele für derartige zusammengesetzte Unterlagen sind von Rembrandts Schüler Gerrit Dou und insbesondere von dessen Schüler Frans van Mieris dem Älteren überliefert. Über die Gründe für derartige Vergrößerungen ist nichts Sicheres bekannt, möglicherweise ging es um die Anpassung eines vorhandenen Werks an ein verändertes ästhetisches Empfinden. In Bezug auf Die fünf Sinne Rembrandts und die in gleicher Weise vergrößerte Vertreibung der Geldwechsler aus dem Tempel wurde die Frage aufgeworfen, ob es sich bei den Ergänzungen des 18. Jahrhunderts um den Austausch bereits von Rembrandt angefügter Teile handelte. Dann wären die Bilder frühe Beispiele der später von Dou und van Mieris angewandten Technik der zusammengesetzten Unterlagen.

Die fünf Sinne im Zustand vor der Restaurierung, mit den Ergänzungen späterer Zeit
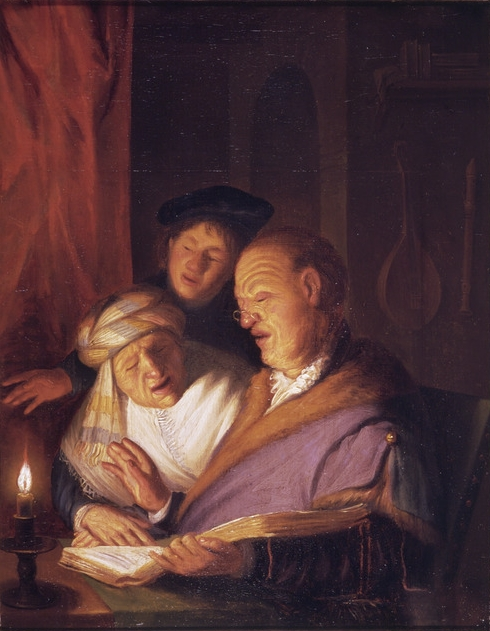
Die drei Sänger (Hören)
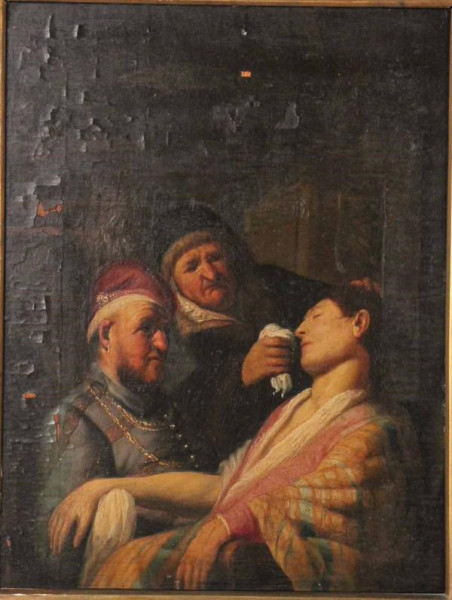
Der ohnmächtige Patient (Riechen)
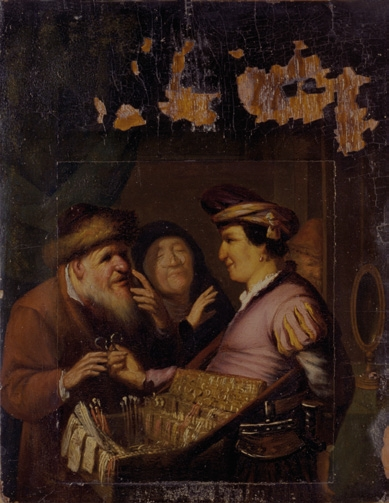
Der Brillenverkäufer (Sehen)
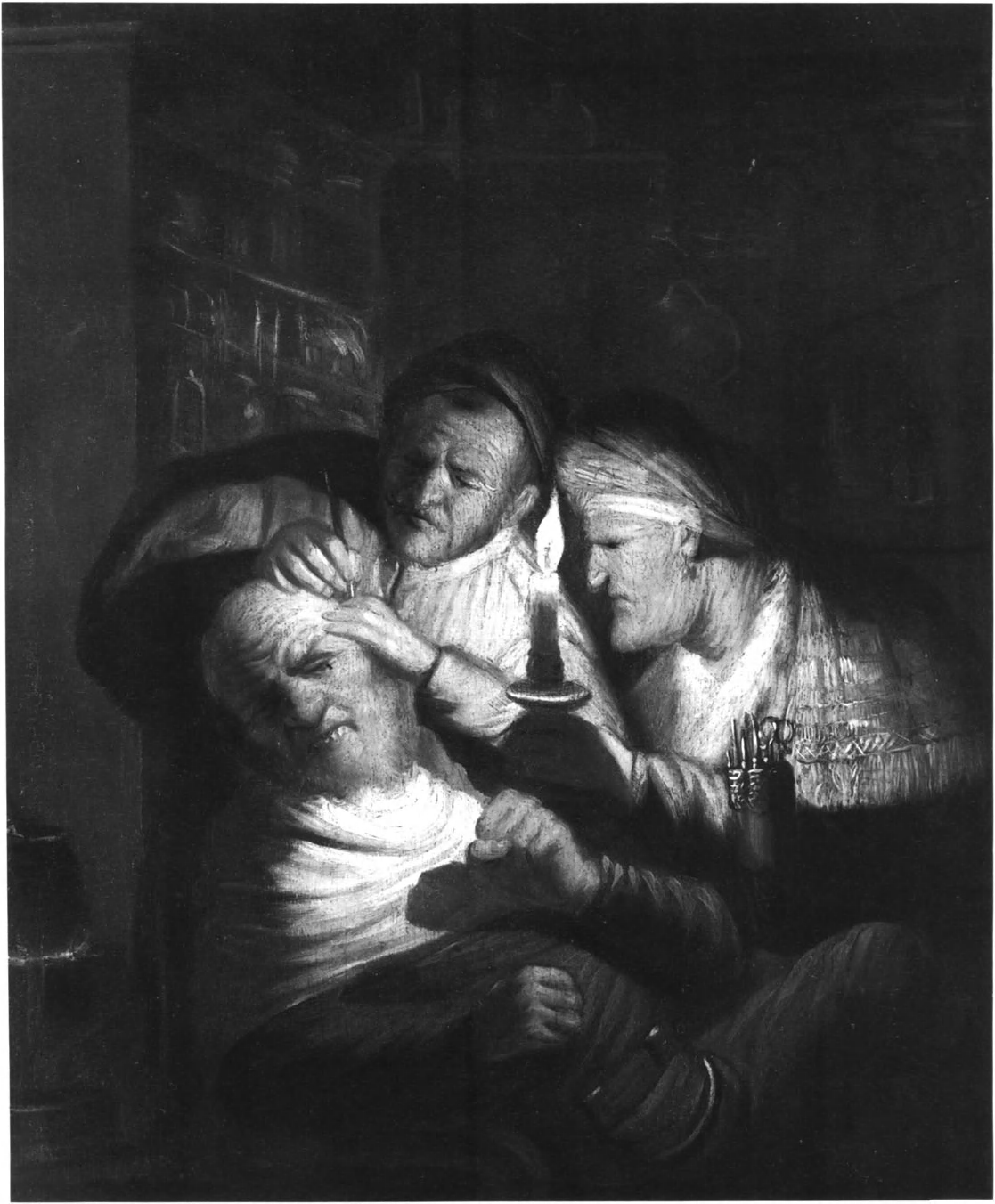
Die Kopfoperation (Fühlen)

## Rezeption

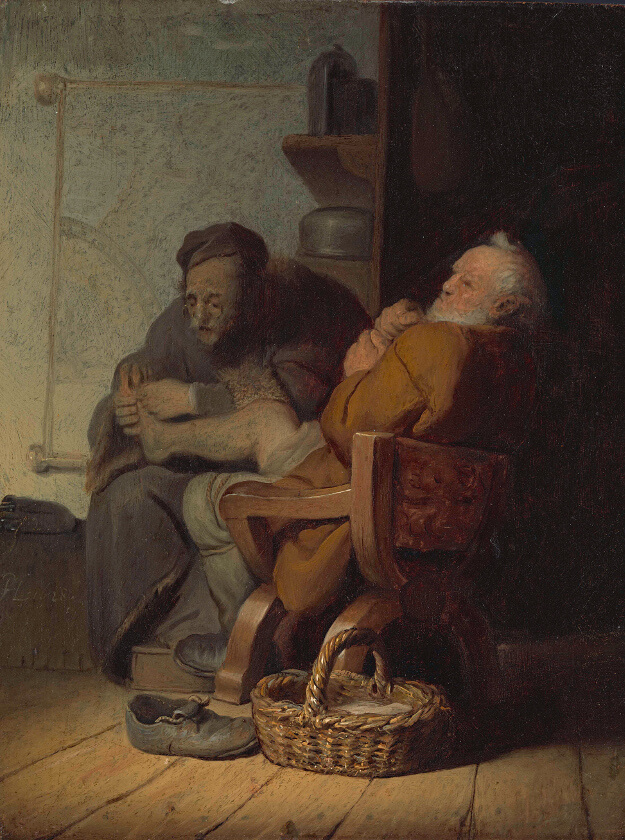
Die Fußoperation, Rembrandt, 1628/29, Privatsammlung

Die drei Sänger (Hören) wurde als erstes Bild des Zyklus von dem Schweizer Kunsthistoriker Hans Schneider entdeckt. Darauf folgte die erste Veröffentlichung über eines der Gemälde des Zyklus, eine Erwähnung durch den Kunsthistoriker Vitale Bloch in einem im Januar 1933 erschienenen Aufsatz über den frühen Rembrandt. Bloch gab sich von der Authentizität des Werks, das wahrlich kein Meisterwerk sei, uneingeschränkt überzeugt und erkannte, dass es sich bei dem Gesang um einen Teil einer Serie mit Darstellungen der fünf Sinne handelt. Er erkannte auch die Mängel, so wies er auf die Ergänzungen späterer Zeit und auf die befremdende Figur des jungen Mannes hin. 1935 nahm Abraham Bredius das Bild in sein Werkverzeichnis auf, wobei er es als Lesen bei Kerzenlicht betitelte und mit Rembrandts vermeintlich etwa fünf Jahre später gemalter Fußoperation in den Zyklus der fünf Sinne einordnete.
Die Authentizität der Fünf Sinne wurde wiederholt angezweifelt, zumal die ersten drei bekannt gewordenen Werke weder signiert noch datiert waren. So wies der Kunsthistoriker Jakob Rosenberg die Zuschreibung der Drei Sänger an Rembrandt zurück, und sein Kollege Kurt Bauch schlug Gerard Dou als Urheber vor.
Die Mitglieder des Rembrandt Research Project (RRP) ordneten die drei seinerzeit bekannten Gemälde des Zyklus 1982 im ersten Band ihres Corpus in die Gruppe B ein, für den Brillenverkäufer war dies die erste Veröffentlichung. Die Gruppe B umfasst Werke, für die die Urheberschaft Rembrandts weder bewiesen noch widerlegt werden kann. Die Gemälde könnten dem RRP zufolge nur unter der Annahme einer sehr frühen Entstehung als authentisch betrachtet werden, in Ermangelung von Vergleichsmaterial aus dieser Zeit können das aber nur Hypothesen sein.
Der Kunsthistoriker Gary Schwartz äußerte 1984 die heute durch dendrochronologische Untersuchungen mehrfach widerlegte Vermutung, Rembrandt selbst habe bei den Gemälden des Zyklus nach ihrer Fertigstellung die Vergrößerungen vorgenommen. Christian Tümpel betrachtete alle drei seinerzeit bekannten Gemälde des Zyklus als Arbeiten eines unbekannten frühen Nachfolgers von Rembrandt. Im 2005 veröffentlichten vierten Band des Corpus erklärte das RRP in einer Korrekturmitteilung nur knapp, dass nach der zwischenzeitlich erfolgten Restaurierung (die eine Verkleinerung auf den Ursprungszustand einschloss) keine Zweifel an der Authentizität der Bilder mehr gerechtfertigt seien. Im sechsten Band äußerte sich Ernst van de Wetering 2015 etwas ausführlicher und bekräftigte die Zuschreibung an Rembrandt, die heute allgemein anerkannt ist.

## Provenienzen

### Die drei Sänger (Hören)

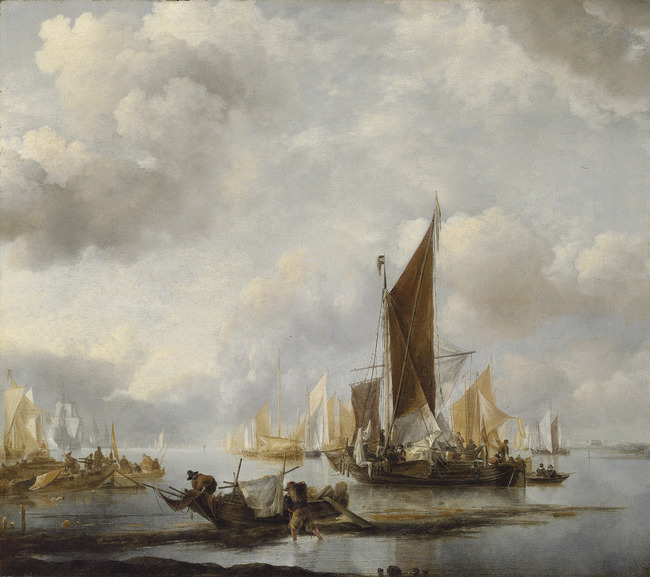
Eine ruhige See mit Schiffen nahe am Strand, Jan van de Cappelle, Öl auf Leinwand, 57 × 66 cm, 17. Jh., Privatbesitz

1930 wurde das bis dahin völlig unbekannte Bild in Dieren von Vitale Bloch gesehen, mutmaßlich im Besitz des niederländischen Kunsthändlers Nathan Katz. Im Januar 1933, zum Zeitpunkt der ersten Veröffentlichung, befand es sich in der Sammlung des niederländischen Bankiers Cornelis Johannes Karel van Aalst in Hoevelaken. Dieser vererbte es 1939 einem seiner Söhne, Nicolaas Johannes van Aalst. Von 1965 bis 1979 wurde das Gemälde von der Galerie Gustav Cramer in Den Haag zum Kauf angeboten.
Der niederländische Geschäftsmann, Kunsthistoriker, Kunstsammler und Philanthrop Willem van Dedem erwarb das Gemälde am 22. Juli 1984 von der Familie van Aalst. Er veranlasste eine Restaurierung, die sich von der ersten Untersuchung 1985 mehrfach unterbrochen bis 1991 hinzog. Dabei wurden die angefügten Teile und die Übermalungen entfernt und letztlich die Vermutung, es könne sich um ein Frühwerk Rembrandts handeln, zur Gewissheit.
Im Frühjahr 2001 entdeckte van Dedem auf der European Fine Art Fair in Maastricht das Gemälde Eine ruhige See mit Schiffen nahe am Strand von Rembrandts Zeitgenossen Jan van de Cappelle, das dort von Otto Naumann zum Kauf angeboten wurde. Um sich dessen Erwerb leisten zu können, verkaufte van Dedem das Bild. Zunächst gab er es 2006 in die Dauerausstellung des Museum De Lakenhal in Leiden, im folgenden Jahr erfolgte unter Vermittlung des Kunsthändlers Johnny Van Haeften in London der Verkauf an die Leiden Collection in New York City. In einem 2010 geführten Interview gab van Dedem an, dass ihm der Verkauf seines Rembrandt schwer gefallen sei. Doch er habe einen großen Namen und ein mäßiges Werk für den Höhepunkt der niederländischen Marinemalerei fortgegeben.

### Der ohnmächtige Patient (Riechen)
Das Gemälde wurde erst 2015 entdeckt. Es befand sich vermutlich schon in den 1930er Jahren im Privatbesitz von Phillip Joshua Rappoport (1887–1961) und seiner Ehefrau Minnie Shelkowitz Rappoport (1894–1974) aus Paterson, New Jersey (USA). Das Gemälde kam 1974 durch Erbschaft an eine Tochter des Ehepaars, Lila Rappoport Landau (1929–2010), und ihren Ehemann Walter Landau (1928–2011) in Teaneck, New Jersey. Ihren drei Söhnen Nathaniel, Roger und Steven Landau war das Gemälde seit ihrer Kindheit bekannt, aber da es so unscheinbar war, fragten sie ihre Eltern und Großeltern nie nach Einzelheiten zu dem Bild. Nach dem Tod ihrer Eltern räumten sie deren Haus. Im Hausrat vorgefundenes Silber, Porzellan und das Gemälde lagerten sie vorläufig ein, das Gemälde wurde in einem Karton unter einer Tischtennisplatte im Keller eines der Brüder verstaut. Erst 2015 brachten sie die Gegenstände zum Auktionshaus Nye & Company im benachbarten Bloomfield.
Das Gemälde befand sich zu diesem Zeitpunkt in einem goldfarbenen Florentiner Rahmen, die Firnisschicht war stark verfärbt, das Holz des Untergrunds rissig und an mehreren Stellen war die Farbe abgeblättert. Das Auktionshaus schätzte den Wert des Gemäldes auf nur 500 bis 800 US-Dollar. Für die Auktion wurde das Bild mit der Losnummer 216 als Öl auf Holz, Dreifachporträt mit ohnmächtiger Dame („Oil on Board, Triple Portrait with Lady Fainting“) angeboten. Die Losbeschreibung umfasste zwei Zeilen, dabei wurde eine europäische Herkunft aus dem 19. Jahrhundert angegeben und auf Farbverluste, Restaurierungsspuren und das rissige Holz hingewiesen.
Zum Auktionstermin, dem 22. September 2015, hatten sich drei Telefonbieter aus Großbritannien, Frankreich und Deutschland für dieses Los angemeldet. Vom Ausrufpreis, 250 US-Dollar, stieg der Preis rasch auf 5.000 Dollar. Im weiteren Verlauf entbrannte ein Bietergefecht zwischen den Telefonbietern aus Deutschland und Frankreich, das die Pariser Galerie Talabardon & Gautier mit dem Gebot von 870.000 US-Dollar (einschließlich Aufgeld 1.087.500 US-Dollar) für sich entscheiden konnte. Erst als der unterlegene Bieter den Auktionatoren mitteilte, dass sie soeben einen Rembrandt verkauft hatten, fanden die Vorgänge eine Erklärung. 2016 wurde das Gemälde von dem US-amerikanischen Milliardär Thomas S. Kaplan für seine Leiden Collection erworben, der Kaufpreis sollte ersten Medienberichten zufolge zwischen drei und vier Millionen US-Dollar gelegen haben. Kaplan selbst nannte einen Kaufpreis von fünf Millionen US-Dollar.

### Der Brillenverkäufer (Sehen)
Im 19. Jahrhundert befand sich das Gemälde in der Sammlung von Sir Walter Buchanan Riddell, 10th Baronet Riddell aus Hepple bei Rothbury in Northumberland, England. 1906 war es im Besitz von dessen Sohn, Sir John Buchanan-Riddell, 11th Baronet Riddell. Der nächste Nachweis ist für 1930 der niederländische Kunsthändler Nathan Katz. Zum Zeitpunkt der ersten auf dieses Gemälde bezogenen Veröffentlichung, des ersten Bandes des Corpus der Rembrandt Research Group im Jahr 1982, befand es sich im Besitz des Kunsthändlers Daan H. Cevat in Saint Peter Port auf Guernsey. Cevat stellte es von 2002 bis 2012 als Leihgabe dem Museum De Lakenhal in Leiden zur Verfügung. 2012 konnte das Museum das Gemälde mit finanzieller Unterstützung durch die Vereniging Rembrandt, andere Stiftungen und die Stadt Leiden ankaufen.

### Die Kopfoperation (Fühlen)
Nach dem Gemälde Die drei Sänger (Hören) gelangte die Kopfoperation als zweites Bild des Zyklus in die Privatsammlung von Cornelis Johannes Karel van Aalst in Hoevelaken. Van Aalst konnte das Bild von einem unbekannten englischen Privatsammler erwerben. Beide Gemälde wurden 1939 an Nicolaas Johannes van Aalst vererbt und von 1965 bis 1979 von der Galerie Gustav Cramer in Den Haag angeboten. 1984 wurden die Bilder zunächst voneinander getrennt, die Kopfoperation wurde an den niederländischen Sammler Willem van Aalst verkauft. Am 7. Juli 1995 wurde das Gemälde durch Christie’s in London für 386.500 britische Pfund an den niederländischen Unternehmer Edgar James Swaab versteigert. Dieser verkaufte es im Januar 2007 an die Leiden Collection.

## Ausstellungen (chronologisch)
In der Vergangenheit fanden zahlreiche Ausstellungen statt, bei denen ein oder mehrere Gemälde des Zyklus gezeigt wurden. Heute werden drei der Gemälde, sofern sie nicht ausgeliehen sind, in der Dauerausstellung der Leiden Collection in New York City und eines, Der Brillenverkäufer (Sehen), im Museum De Lakenhal in Leiden gezeigt. Seit der Entdeckung des vierten Bildes im Jahr 2015 wurden auch Ausstellungen mit allen vier Gemälden durchgeführt, so 2016 im Ashmolean Museum in Oxford und im Museum Het Rembrandthuis in Amsterdam und 2024 zum 150. Jubiläum des Museums De Lakenhal in Leiden.
- Museum De Lakenhal, Leiden, Niederlande, 1956. Ausstellung Rembrandt als leermeester (Hören, Fühlen)
- Museum De Lakenhal, Leiden, 1968. Ausstellung Rondom Rembrandt: de verzameling Daan Cevat (Sehen)
- Musée des beaux-arts de Montréal, 1969; Art Gallery of Ontario, Toronto, Kanada, 1969. Ausstellung Rembrandt et ses élèves / Rembrandt and his pupils (Hören, Fühlen)
- Museum De Lakenhal, Leiden, 1977. Ausstellung Geschildert tot Leyden anno 1626 (Hören, Fühlen)
- Sogo Museum of Art, Yokohama, 1986; Fukuoka Art Museum, Fukuoka, 1987; Nationalmuseum für moderne Kunst Kyōto, 1987. Ausstellung Rembrandt and the Bible (Hören, Fühlen)
- Schwedisches Nationalmuseum, Stockholm, 1992–1993. Ausstellung Rembrandt and his age: focus on man (Hören, Sehen)
- Mauritshuis, Den Haag, Niederlande, 1995–1996. Ausstellung The amateur’s cabinet: seventeenth-century Dutch masterpieces from Dutch private collections (Hören)
- Gemäldegalerie Alte Meister, Kassel, 2001–2002; Museum Het Rembrandthuis, Amsterdam, Niederlande, 2002. Ausstellung Der junge Rembrandt. Rätsel um seine Anfänge / Het mysterie van de jonge Rembrandt (Hören, Sehen)
- Graphische Sammlung Albertina, Wien, 2004. Rembrandt (Sehen)
- Museum De Lakenhal, Leiden, 2006. Ausstellung De vijf zintuigen van Rembrandt zum Rembrandtjahr (Hören, Sehen, Fühlen)
- Nationalmuseum für westliche Kunst, Tokio, 2011; Nagoya City Art Museum, Nagoya, Japan, 2011. Ausstellung Rembrandt: The Quest for Chiaroscuro (Hören, Fühlen)
- North Carolina Museum of Art, Raleigh, North Carolina, 2011–2012; Cleveland Museum of Art, Cleveland, Ohio, 2012; Minneapolis Institute of Art, Minneapolis, Minnesota, 2012. Ausstellung Rembrandt in America: collecting and connoisseurship (Hören, Fühlen)
- Virginia Museum of Fine Arts, Richmond, Virginia, USA, 2012–2013. Ausstellung (Hören, Fühlen)
- Frans Hals Museum, Haarlem, Niederlande, 2014–2015. Ausstellung (Fühlen)
- Worcester Art Museum, Worcester, Massachusetts, USA, 2015–2016. Ausstellung (Hören, Fühlen)
- Szépművészeti Múzeum, Budapest, Ungarn, 2014–2015. Ausstellung Rembrandt & the Dutch Golden Age (Sehen)
- The European Fine Art Fair, Maastricht, Niederlande, 2016. Ausstellung (Riechen)
- J. Paul Getty Museum, Los Angeles, Kalifornien, 2016. Ausstellung The Promise of Youth: Rembrandt’s ‘Senses’ Rediscovered (Hören, Riechen, Fühlen)
- Ashmolean Museum, Oxford, Vereinigtes Königreich, 2016. Ausstellung Sensation: Rembrandt’s First Paintings (Hören, Riechen, Sehen, Fühlen)
- Museum Het Rembrandthuis, Amsterdam, Niederlande, 2016–2017. Ausstellung Rembrandt’s First Paintings: The Four Senses (Hören, Riechen, Sehen, Fühlen)
- Louvre, Paris, 2017. Ausstellung Chefs-d’oeuvre de la collection Leiden: le siècle de Rembrandt (Hören, Riechen, Fühlen)
- Chinesisches Kunstmuseum, Peking, 2017. Ausstellung Rembrandt and His Time: Masterpieces from The Leiden Collection (Hören, Riechen, Fühlen)
- Long Museum, Shanghai, 2017–2018. Ausstellung Rembrandt, Vermeer and Hals in the Dutch Golden Age: Masterpieces from The Leiden Collection (Hören, Riechen, Fühlen)
- Puschkin-Museum, Moskau, 2018; Eremitage, Sankt Petersburg, 2018–2019. Ausstellung The Age of Rembrandt and Vermeer: Masterpieces of The Leiden Collection (Hören, Riechen, Fühlen)
- Louvre Abu Dhabi, Vereinigte Arabische Emirate, 2019. Ausstellung Rembrandt, Vermeer and the Dutch Golden Age: masterpieces from The Leiden Collection and the Musée du Louvre (Hören, Riechen, Fühlen)
- Museum De Lakenhal, Leiden, 2019–2020; Ashmolean Museum, Oxford, 2020. Ausstellung Jonge Rembrandt – Rising Star / Young Rembrandt – Rising Star (deutsch: Der junge Rembrandt – Rising Star) (Sehen)

## Werkverzeichnisse
| Werkverzeichnis       | Die drei Sänger (Hören) | Der ohnmächtige Patient (Riechen) | ? (Schmecken) | Der Brillenverkäufer (Sehen) | Die Kopfoperation (Fühlen) |
| --------------------- | ----------------------- | --------------------------------- | ------------- | ---------------------------- | -------------------------- |
| Corpus VI (2015)      | 2                       | –                                 | –             | 1                            | 3                          |
| Tümpel (1986)         | A27                     | –                                 | –             | A29                          | A28                        |
| Corpus I (1982)       | I B 1                   | –                                 | –             | I B 3                        | I B 2                      |
| Bredius-Gerson (1969) | 421                     | –                                 | –             | 421A                         | 421A                       |
| Bredius (1935)        | 421                     | –                                 | –             | –                            | –                          |